# Clarence Kolb
Clarence William Kolb (Cleveland, 31 luglio 1874 – Los Angeles, 25 novembre 1964) è stato un attore statunitense.

## Biografia

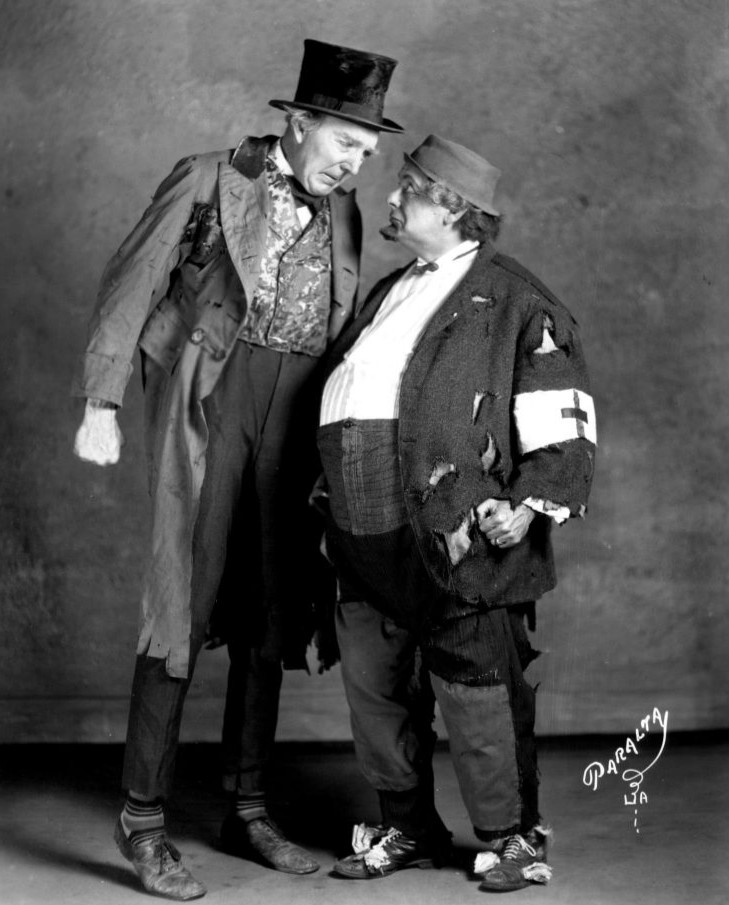
Clarence Kolb (a sinistra) e Max Dill

Nato a Cleveland (Ohio) da genitori di origine austriaca, Clarence William Kolb iniziò a recitare nel teatro vaudeville come parte del duo comico Kolb and Dill, insieme all'attore Max Dill, con uno stile che si rifaceva a quello della coppia formata da Joe Weber e Lew Fields. Tra il 1916 e il 1917 i due comparvero in alcuni film comici, quasi sempre interpretando i personaggi di Louie (Kolb) e Mike (Dill).
Dopo l'apparizione in Two Flaming Youths di John Waters (1927), Kolb tornò al teatro e solo nel 1936 riprese a lavorare nel cinema comparendo in film quali Furia di Fritz Lang e Dopo l'uomo ombra di W. S. Van Dyke, per i quali non venne accreditato.
Da allora partecipò a circa 50 film, spesso nel ruolo del politico o dell'uomo d'affari. Da ricordare il padre burbero in Gioia di vivere di Norman Z. McLeod (1938), il sindaco corrotto nella commedia La signora del venerdì di Howard Hawks (1940), e il signor Honeywell nella serie televisiva La mia piccola Margie (1952-1955). Nel 1957 l'ultima interpretazione in L'uomo dai mille volti di Joseph Pevney, in cui comparve nel ruolo di se stesso.
Clarence Kolb è morto a causa di un ictus nel 1964, all'età di 90 anni, all'Orchard Gables Sanitarium di Hollywood. È sepolto nel Forest Lawn Memorial Park di Glendale (California).

## Vita privata
È stato sposato con l'attrice May Cloy, sua partner nei film girati nel 1916 e 1917.

## Filmografia

### Cortometraggi
- A Girl's Best Years, regia di Reginald Le Borg (1936) - non accreditato

### Lungometraggi

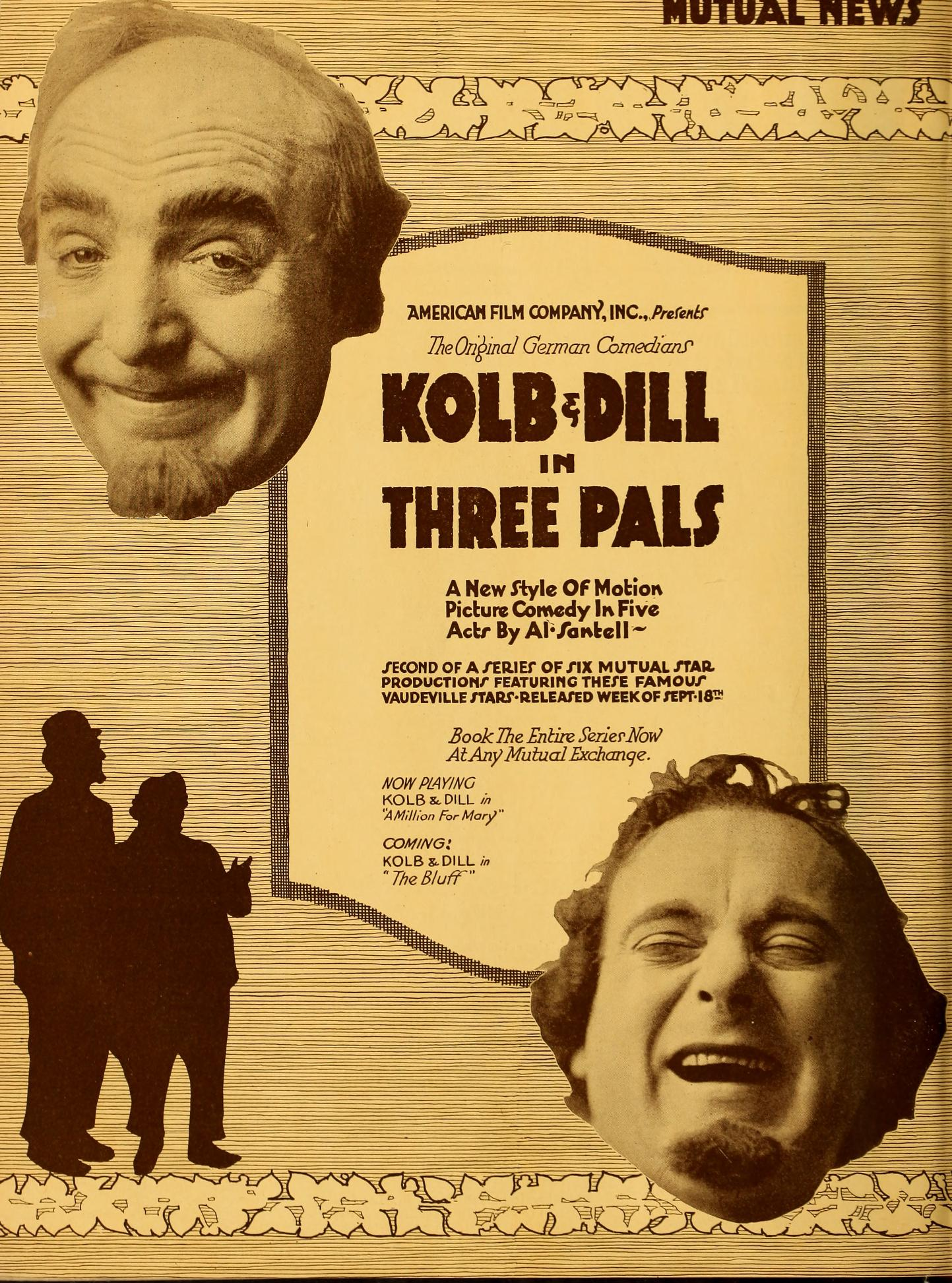
Clarence Kolb (in alto) e Max Dill nella locandina di The Three Pals (1916)

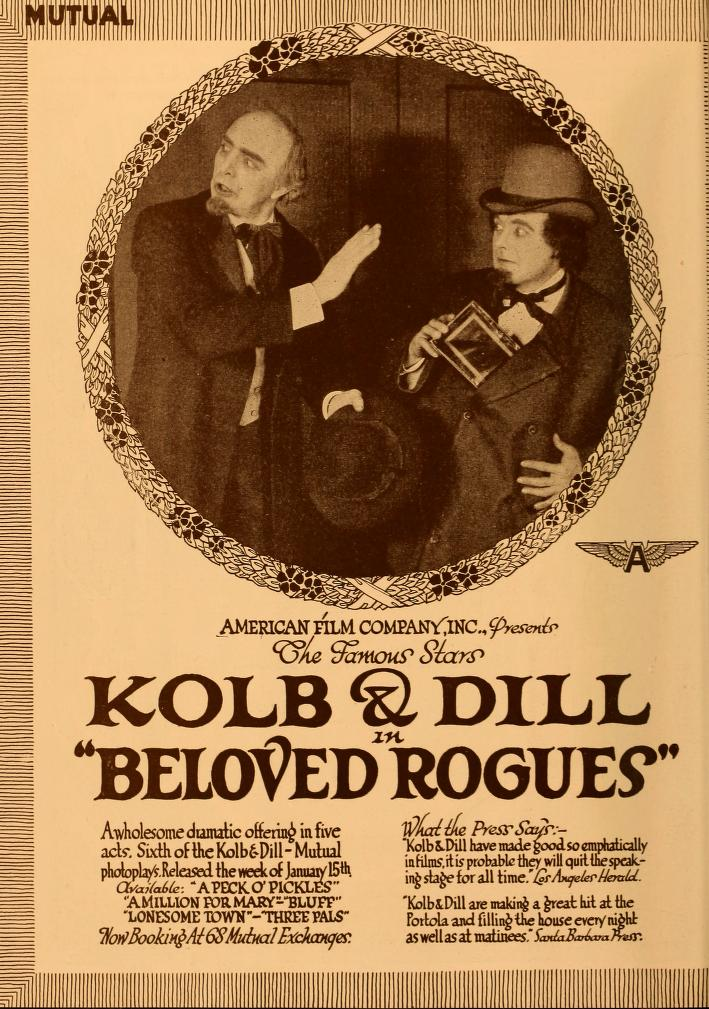
Di nuovo con Max Dill nella locandina di Beloved Rogues (1917)

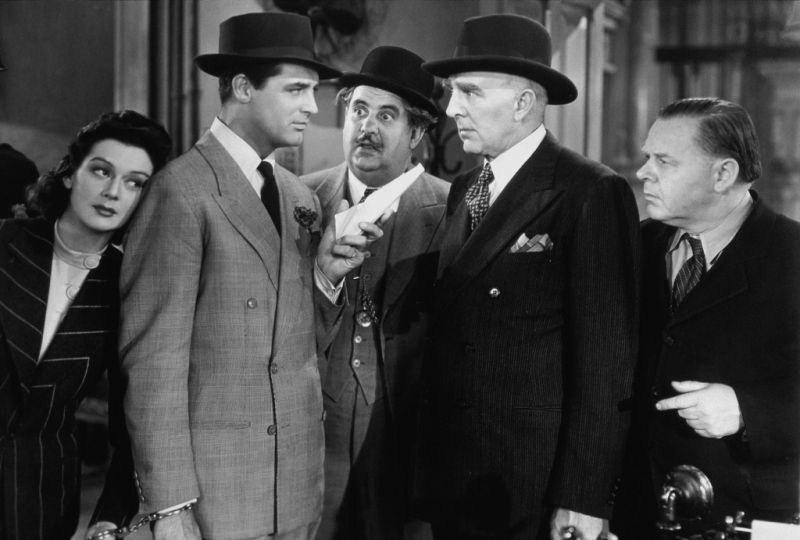
Kolb (penultimo a destra) con Cary Grant in La signora del venerdì (1940)

- A Million for Mary, regia di Rae Berger (1916)
- The Three Pals, regia di Rae Berger (1916)
- Bluff, regia di Rae Berger (1916)
- Peck o' Pickles, regia di Thomas N. Heffron (1916)
- Lonesome Town, regia di Thomas N. Heffron (1916)
- Glory, regia di Francis J. Grandon e Burton L. King (1917)
- Beloved Rogues, regia di Alfred Santell (1917)
- Two Flaming Youths, regia di John Waters (1927)
- Furia (Fury), regia di Fritz Lang (1936) - non accreditato
- Dopo l'uomo ombra (After the Thin Man), regia di W. S. Van Dyke (1936) - non accreditato
- La vergine di Salem (Maid of Salem), regia di Frank Lloyd (1937) - non accreditato
- Alla conquista dei dollari (The Toast of New York), regia di Rowland V. Lee (1937)
- Portia on Trial, regia di George Nichols Jr. (1937)
- Un mondo che sorge (Wells Fargo), regia di Frank Lloyd (1937)
- Occidente in fiamme (Gold Is Where You Find It), regia di Michael Curtiz (1938)
- Gioia di vivere (Merrily We Live), regia di Norman Z. McLeod (1938)
- Give Me a Sailor, regia di Elliott Nugent (1938)
- Girandola (Carefree), regia di Mark Sandrich (1938)
- The Law West of Tombstone, regia di Glenn Tryon (1938)
- Il sosia innamorato (Honolulu), regia di Edward Buzzell (1939)
- I Was a Convict, regia di Aubrey Scotto (1939)
- Society Lawyer, regia di Edwin L. Marin (1939)
- It Could Happen to You, regia di Alfred L. Werker (1939)
- Una ragazza allarmante (Good Girls Go to Paris), regia di Alexander Hall (1939)
- Five Little Peppers and How They Grew, regia di Charles Barton (1939)
- Our Leading Citizen, regia di Alfred Santell (1939)
- Beware Spooks!, regia di Edward Sedgwick (1939)
- Manette e fiori d'arancio (The Amazing Mr. Williams), regia di Alexander Hall (1939)
- La signora del venerdì (His Girl Friday), regia di Howard Hawks (1940)
- Five Little Peppers at Home, regia di Charles Barton (1940)
- L'uomo che parlò troppo (The Man Who Talked Too Much), regia di Vincent Sherman (1940)
- Non è tempo di commedia (No Time for Comedy), regia di William Keighley (1940)
- Tugboat Annie Sails Again, regia di Lewis Seiler (1940)
- Michael Shayne, investigatore privato (Michael Shayne, Private Detective), regia di Eugene Forde (1940)
- Un pazzo va alla guerra (Caught in the Draft), regia di David Butler (1941)
- Fiori nella polvere (Blossoms in the Dust), regia di Mervyn LeRoy (1941) - non accreditato
- Nothing but the Truth, regia di Elliott Nugent (1941)
- The Night of January 16th, regia di William Clemens (1941)
- Hellzapoppin', regia di H.C. Potter (1941)
- Benvenuti al reggimento! (You're in the Army Now), regia di Lewis Seiler (1941)
- Accadde una sera (Bedtime Story), regia di Alexander Hall (1941)
- True to the Army, regia di Albert S. Rogell (1942)
- Non ti posso dimenticare (The Sky's the Limit), regia di Edward H. Griffith (1943) - non accreditato
- Il Falco in pericolo (The Falcon in Danger), regia di William Clemens (1943)
- True to Life, regia di George Marshall (1943)
- Tutto esaurito (Standing Room Only), regia di Sidney Lanfield (1944)
- Irish Eyes Are Smiling, regia di Gregory Ratoff (1944)
- Something for the Boys, regia di Lewis Seiler (1944) - non accreditato
- Three Is a Family, regia di Edward Ludwig (1944)
- What a Blonde, regia di Leslie Goodwins (1945)
- Road to Alcatraz, regia di Nick Grinde (1945)
- Preferisco la vacca (The Kid from Brooklyn), regia di Norman Z. McLeod (1946)
- Frac e cravatta bianca (White Tie and Tails), regia di Charles Barton (1946)
- The Pilgrim Lady, regia di Lesley Selander (1947)
- Luna di miele perduta (Lost Honeymoon), regia di Leigh Jason (1947)
- Fun on a Week-End, regia di Andrew L. Stone (1947)
- The Hal Roach Comedy Carnival, regia di Bernard Carr e Harve Foster (1947)
- The Fabulous Joe, regia di Harve Foster (1947)
- Blondie in the Dough, regia di Abby Berlin (1947)
- Tre figli in gamba (Christmas Eve), regia di Edwin L. Marin (1947)
- Ho ritrovato la vita (Impact), regia di Arthur Lubin (1949)
- La costola di Adamo (Adam's Rib), regia di George Cukor (1949)
- The Rose Bowl Story, regia di William Beaudine (1952)
- Processo al rock and roll (Shake, Rattle & Rock!), regia di Edward L. Cahn (1956)
- L'uomo dai mille volti (Man of a Thousand Faces), regia di Joseph Pevney (1957)

### Televisione
- La mia piccola Margie (My Little Margie) – serie TV, 81 episodi  (1952-1955)